# Tsugaru (Schiff, 1902)
Die Tsugaru war ein Geschützter Kreuzer der Kaiserlich Japanischen Marine, die ursprünglich als Pallada für die Kaiserlich Russische Marine gebaut wurde und Typschiff einer Klasse dreier in Russland konstruierter und gebauter Kreuzer war. Sie wurde während des Russisch-Japanischen Kriegs 1904–1905 in Port Arthur versenkt, nach dem Kriegsende von Japan gehoben und diente dann unter dem Namen Tsugaru (jap. 津軽) bis 1922 in der japanischen Marine.

## DiePallada-Klasse

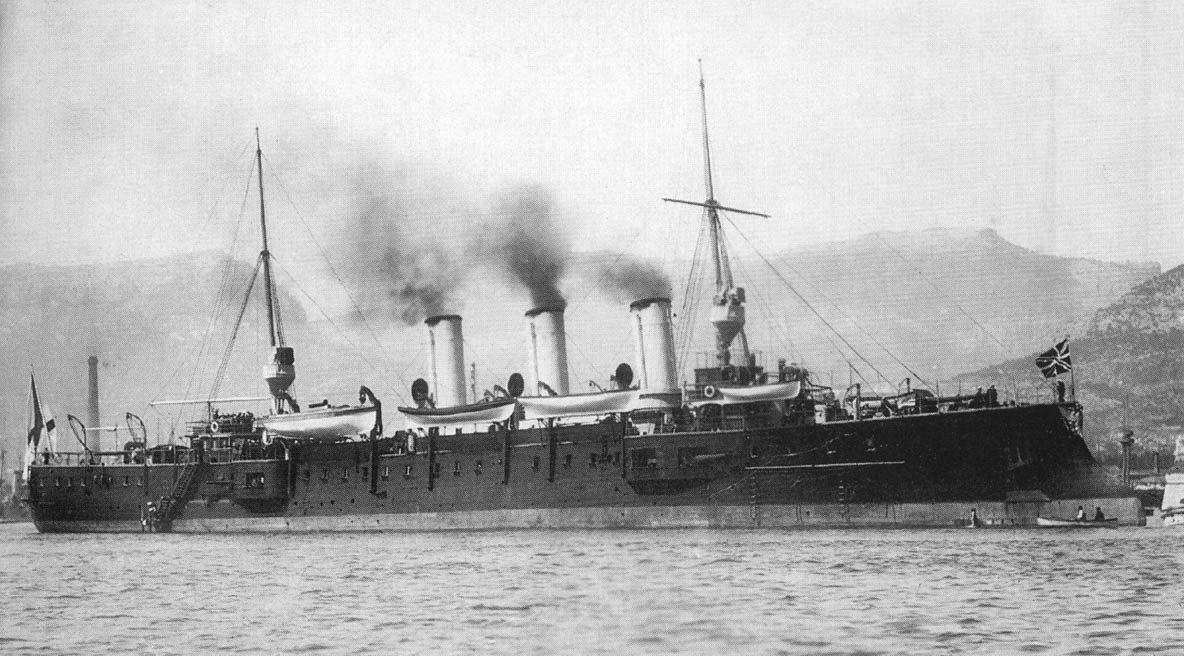
Der Kreuzer Swetlana

Die Pallada war das erste von drei Schiffen ihrer Klasse, die auf der Galerny-Werft und der Neuen Admiralitätswerft in Sankt Petersburg zur Verstärkung der russischen Ostseeflotte gebaut wurden. Die Kreuzer sollten sowohl Aufgaben in der Ostsee erledigen als auch weltweit, insbesondere im Fernen Osten, operieren können.
Das Marinebeschaffungsamt orientierte sich an den Auslandskreuzern der Royal Navy, die Kreuzer der Apollo-Klasse und dann vom Typ der Astraea beschaffte. Die russische Marine beschaffte als ersten vergleichbaren Typ die Swetlana in Frankreich, die aber mehr einer Yacht als einem Kampfschiff glich. Man entschied sich für die Entwicklung eines eigenen Typs, der den britischen Auslandskreuzern überlegen sein sollte. Er sollte größer als die Swetlana sein, die Drei-Schrauben-Auslegung der russischen Panzerkreuzer übernehmen, 20 Knoten laufen können und anfangs auch zumindest zwei schwere Waffen erhalten. Schließlich entschied man sich jedoch für eine einheitliche Bewaffnung mit 15,2-cm-Geschützen. Obwohl ihre Panzerung recht leicht war, stellten sie dennoch eine erhebliche Verbesserung gegenüber ihren Vorgängerklassen aus den 1880er-Jahren dar. Schwesterschiffe der Pallada waren die Diana und die Aurora.
Die Pallada und die Diana wurden im Dezember 1895 auf Kiel gelegt, die Aurora im Juni 1897. Die Pallada lief am 26. August 1899 als erste vom Stapel, die Diana im Oktober desselben Jahres und die Aurora im Mai 1900. Bald nach ihrer Indienststellung gegen Ende 1901 wurden die Pallada und die Diana für den Einsatz beim pazifischen Geschwader in Port Arthur vorgesehen.
Die sehr lange Bauzeit der Schiffe ließ sie schon bei Indienststellung veraltet erscheinen. Im Rahmen des Bauprogramms für den Fernen Osten hatte die russische Marine Bauaufträge für Kreuzer ähnlicher Größe ins Ausland vergeben (Warjag, Askold, Bogatyr), die zwischen Januar 1901 und August 1902 ausgeliefert wurden und den in Russland gebauten Schiffen durch ihre Konstruktionsgeschwindigkeit von 23 Knoten überlegen waren, zumal die in Russland gebauten Kreuzer ihre Konstruktionsgeschwindigkeit von 20 Knoten nicht erreichten. Alle drei Schiffe der Pallada-Klasse kamen im Russisch-Japanischen Krieg zum Einsatz, ohne besondere Erfolge zu erzielen. Die Pallada verblieb in Port Arthur, die Diana wurde bei dem Versuch, die Heimat zu erreichen, in Saigon interniert, und die Aurora, die mit dem Zweiten Pazifischen Geschwader bis Tsushima marschierte, entkam aus der Schlacht nach Manila. Im Weltkrieg waren die Diana und die Aurora bei der Baltischen Flotte in der Ostsee im Einsatz.
Der wichtigste Einsatz eines dieser Schiffe erfolgte am Abend des 25. Oktoberjul. / 7. November 1917greg., als die Aurora mit einem Blindschuss aus der Bugkanone das Signal für den Sturm der Bolschewiki, auf das Winterpalais gab, den seinerzeitigen Sitz der Provisorischen Regierung Russlands in Sankt Petersburg. Diese Erstürmung gilt als der Beginn der russischen Oktoberrevolution.  Dieses Schwesterschiff der Pallada ist noch heute als Museum in Sankt Petersburg erhalten.

## Technische Daten

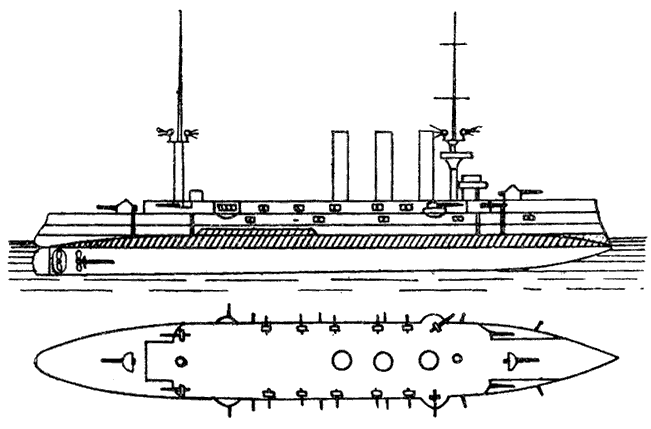
Riss der Pallada-Klasse

Die Pallada hatte eine Wasserverdrängung von 6.731 tn.l. (Standard) bzw. 6.932 tn.l. (maximal). Sie war 126 m lang und 16,8 m breit und hatte 6,4 m Tiefgang. Drei dreifach wirkende Verbunddampfmaschinen mit insgesamt 13.000 PS gaben ihr eine Höchstgeschwindigkeit von 19 Knoten. Die geforderte Geschwindigkeit von 20 Knoten erreichte keines der drei Schwesterschiffe. Der Aktionsradius betrug bei einem Kohlenvorrat von 972 Tonnen und 10 Knoten Marschgeschwindigkeit 3.700 Seemeilen. Die Deckpanzerung war 50–62 mm dick, der Gefechtsstand hatte 150 mm Panzerung. Die Besatzung zählte 578 Mann.
Der Kreuzer war mit acht 15,2-cm-L/45-Kanonen des Modells 1892 bewaffnet, die zu den besten russischen Kanonen gehörte. Diese und die vierundzwanzig 7,5-cm-Geschütze waren russische Varianten der bei der französischen Firma Schneider et Cie entwickelten Canet-Geschütze. Zur Bewaffnung gehörten noch acht 3,7-cm-Hochkiss-Kanonen und drei 38,1-cm-Torpedorohre. An Bord befanden sich noch zwei 6,35-cm-L/19-Landungsgeschütze vom Typ Baranowski. Der Munitionsvorrat betrug 1414 15,2-cm-Granaten in vier Magazinen, 6240 7,5-cm-Granaten in acht Magazinen und 3600 Schuss für die 3,7-cm-Kanonen sowie 1440 Schuss für die Landungsgeschütze.

## Geschichte

### Überführung in den Fernen Osten

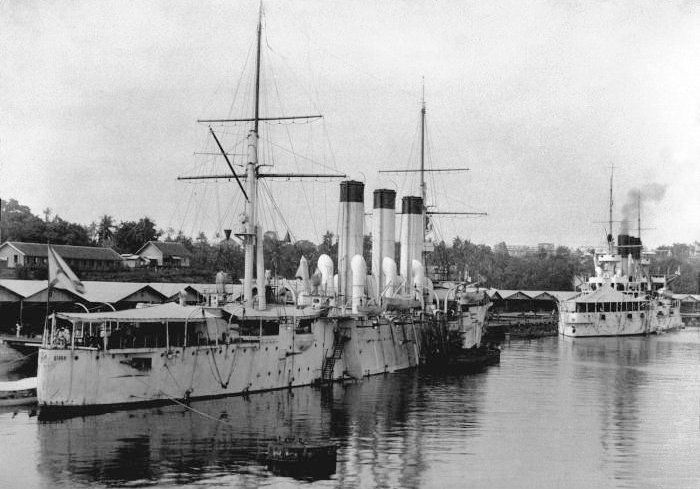
Der russische Verband in Sabang

Am 29. Oktober 1902 begann ihre Überführung in den Fernen Osten im Verband des Konteradmirals Stackelberg auf dem Linienschiff Retwisan. Zum Verband gehörten weiterhin das Linienschiff Pobeda, fünf Kreuzer (neben der Pallada und der Diana noch die Nowik, die Bogatyr und die Bojarin) und sieben Torpedoboote (fünf der Forelle-Klasse aus französischer Produktion sowie die Boiki und die Burny aus russischer Fertigung). Das Geschwader trat selten zusammen auf. Die Pobeda musste frühzeitig zurückbleiben und die Nowik lief vor dem Verband, während die Bogatyr für die Torpedoboote zuständig war und die Bojarin noch Besuche am Persischen Golf durchführte. Die Pallada lief überwiegend im Verband mit der Retwisan und der Diana. Auf dem Weg liefen sie zur Versorgung Kiel, Portland, Vigo, Algier, Piräus, Port Said, Sues, Aden, Colombo, Sabang, Singapur und Nagasaki an. Am 8. April 1903 erreichte die Retwisan, nur von der Pallada begleitet, Port Arthur, wo beide stationiert wurden.

### Russisch-Japanischer Krieg

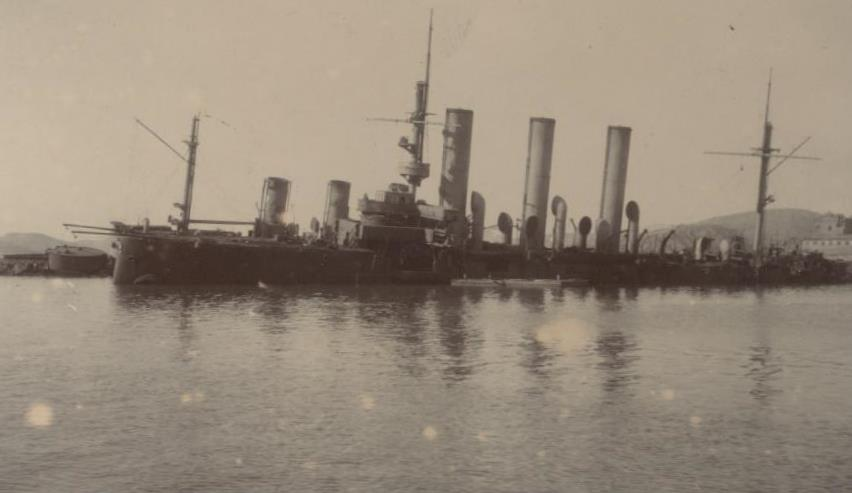
Das Wrack der Pallada in Port Arthur

Beim japanischen Überraschungsangriff auf Port Arthur in der Nacht vom 8. zum 9. Februar 1904, mit dem der Russisch-Japanische Krieg begann, erhielt die Pallada Backbord mittschiffs einen Torpedotreffer. Obwohl dadurch Brände in den Kohlenbunkern entstanden, blieb der Schaden begrenzt und der Kreuzer beteiligte sich am folgenden Tag an der Abwehr des Artillerieangriffs der japanischen Flotte, obwohl er gestrandet war. Durch den Torpedoangriff und das Feuer waren vier Tote und 28 Verletzte zu beklagen. Ende April 1904 war die Pallada wieder voll einsatzbereit.
Bei der Seeschlacht im Gelben Meer am 10. August 1904 hatte die Pallada frühzeitig Maschinenprobleme und konnte den Kreuzern Askold, Diana und Nowik nicht folgen, insbesondere als der die Kreuzer befehligende Konteradmiral Reitzenstein entschied, die Umklammerung der japanischen Flotte zu durchbrechen. In der Nacht erneut von einem Torpedo getroffen, war die Pallada der einzige Kreuzer, der mit der Mehrzahl der Linienschiffe nach Port Arthur zurückkehrte. Wieder hatte sie vier Tote und einige Verletzte zu beklagen.
Danach blieb das Schiff mit den anderen Einheiten der russischen Flotte im Hafen eingeschlossen. Die Geschütze wurden ausgebaut und mit ihren Bedienungen zur Landverteidigung der Stadt eingesetzt. Der Großteil der übrigen Besatzung wurde als Infanterie ebenfalls zum Landkrieg abkommandiert. Der Vorstoß ins Gelbe Meer hatte die Maschine des Kreuzers erheblich belastet, so dass er kaum einsatzfähig war. Schon im September war er fast völlig entwaffnet, im Oktober erhielt er die ersten schweren Treffer der japanischen Belagerungsartillerie und ging auf Grund.
Am 8. Dezember 1904 wurde die Pallada durch japanische 28-cm-Haubitzen im Hafen von Port Arthur versenkt.

## In japanischem Dienst

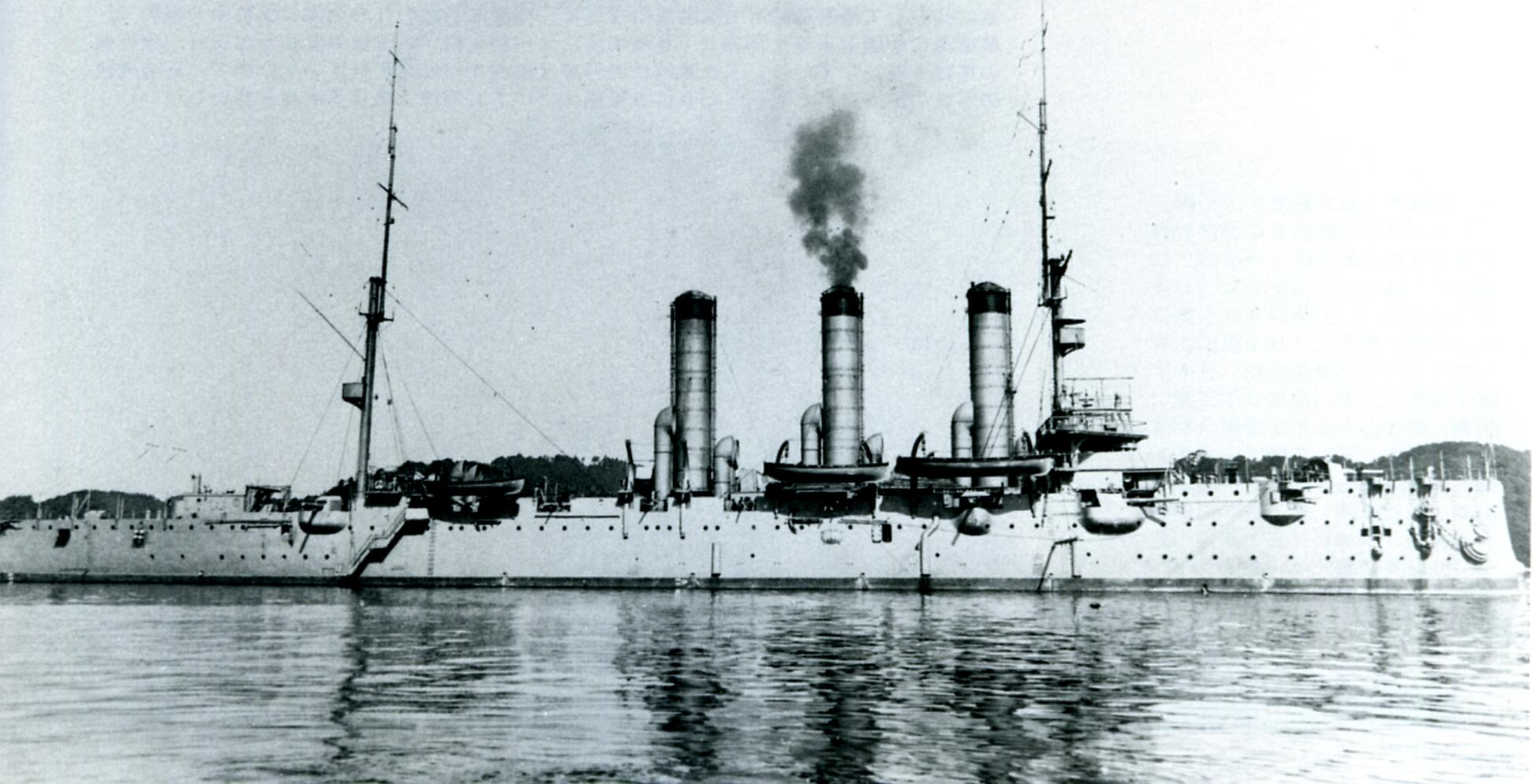
Die Tsugaru 1918

Bei Kriegsende fiel der Kreuzer als Kriegsbeute an Japan. Er wurde gehoben, nach Japan geschleppt, und nach umfangreichen Reparaturen in Sasebo am 22. August 1908 als Kreuzer 2. Klasse unter dem Namen Tsugaru neu in Dienst gestellt.
Eine neue Maschinenanlage mit Miyabara-Wasserrohrkesseln, zwei Verbunddampfmaschinen und einer Spitzenleistung von 11.610 PS verlieh der Tsugaru eine Geschwindigkeit von über 20 Knoten. Der Aktionsradius betrug nun 3.700 Seemeilen bei 10 Knoten Marschgeschwindigkeit. Der Kreuzer war nunmehr mit acht 15,2-cm- und zwölf 8,0-cm-Geschützen sowie drei 45,0-cm-Torpedorohren bewaffnet, die Besatzung bestand aus 514 Mann.
Die Tsugaru diente zunächst als Schulschiff für Maschinenpersonal meist in japanischen Heimatgewässern. Für die Langstreckenreisen der japanischen Marineakademie wurde sie, anders als die ehemals russischen Kreuzer Aso (ex Bajan) und Soya (ex Warjag), nicht eingesetzt.
Ab dem 1. April 1920 wurde sie als Minenleger für bis zu 300 Minen hergerichtet und eingesetzt. Sie wurde am 1. April 1922 außer Dienst gestellt und am 27. Mai 1924 vor Yokosuka als Übungsziel für Flugzeuge versenkt.

## Schlussbemerkungen
- Vor dem Kreuzer gab es von 1833 bis 1855 eine Fregatte Pallada in der kaiserlich-russischen Marine, die als eines ihrer besten Schiffe galt. Während des Krimkrieges wurde sie im Fernen Osten im Amur-Delta von der eigenen Besatzung versenkt, um ein Einlaufen britischer Schiffe in das Delta zu verhindern. An der Reise nahm Iwan Gontscharow teil, dessen 1858 veröffentlichter Reisebericht Die Fregatte Pallada große Aufmerksamkeit erregte.
- Die zaristische Marine benannte 1911 einen neuen Panzerkreuzer Pallada; dieser wurde 1914 in der Ostsee durch ein deutsches U-Boot versenkt.
- Die japanische Marine verfügte im Zweiten Weltkrieg von 1941 bis 1944 über einen großen Minenleger Tsugaru.